# Glaciació de Riss
La glaciació de Riss fou període climàtic glacial de la Terra que s'estengué aproximadament del 200.000 aC al 125.000 aC. Es tractà d'un període glacial conegut als Alps, i anàloga a les glaciacions de Wolston (Anglaterra), d'Illinois (Estats Units), i del Warthe i del Saale al nord d'Europa.